# محاصره کیف (1294)
محاصره کی یف توسط مغولان از 28 نوامبر تا 6 دسامبر سال 1240 اتفاق افتاد و به پیروزی مغولان منجر شد. این یک ضربه روحی و نظامی سنگین به شاهزاده گالیسیا-ولهینیا بود که مجبور به تسلیم شدن در برابر فرمانروایی مغول شد و به باتوخان اجازه داد تا به سمت غرب به سمت اروپای مرکزی حرکت کند. 

## پیش زمینه
باتوخان و مغولها حمله خود را در اواخر سال 1237 با فتح شاهزاده ریازان در شمال شرقی روسیه آغاز کردند. سپس در سال 1238 مغولان به جنوب غربی رفتند و شهرهای ولادیمیر و کوزلسک را ویران کردند. در سال 1239، آنها هر دو پریاسلاف و چرنهیف را در مسیر خود به کیف تسخیر کردند.
فرستادگان مغول که برای درخواست تسلیم به کیف فرستاده شده بودند، توسط شاهزاده بزرگ مایکل چرنیگوف اعدام شدند.   تصرف چرنیگوف توسط مغول باعث شد تا میکائیل در سال 1239 یا 1240 به مجارستان بگریزد  شاهزاده اسمولنسک روستیسلاو دوم مستیسلاویچ از فرصت استفاده کرد و کیف را برای خود ادعا کرد، اما به نوبه خود به زودی توسط دانیال گالیسیا -ولهینیا (دانیلو رومانوویچ) بیرون رانده شد. 
سال بعد، ارتش باتوخان به فرماندهی تاکتیکی ژنرال بزرگ مغول سوبوتای به کیف (در نوامبر 1240  ) رسید. در آن زمان، این شهر توسط شاهزاده گالیسیا-ولهینیا (Halych-Volhynia، همچنین به عنوان Ruthenia شناخته می شود) اداره می شد که اخیراً توسط دانیلو رومانوویچ تصرف شده بود. 

## محاصره
ارتش پیشتاز به فرماندهی منگوقاآن پسر عموی باتو به نزدیکی شهر آمدند. ممنگوقاآن به وضوح مبهوت شکوه و جلال کیف شده بود و شرایطی برای تسلیم شهر پیشنهاد کرد، اما فرستادگان او کشته شدند. مغولان تصمیم گرفتند به شهر حمله کنند. باتو خان نیروهای دست نشانده روس، چورنی کلوبوکی ،  را که برای آزاد سازی کیف در راه بودند، نابود کرد و کل ارتش مغول در خارج از دروازه های شهر اردو زدند و به سربازان منگوقاآن پیوستند.
محقق الکساندر مایوروف (2016) تمام تاریخ های موجود در سوابق باقی مانده از وقایع را با هم مقایسه کرده و به این نتیجه رسیده است که محاصره کی یف فقط نه روز، از 28 نوامبر تا 6 دسامبر 1240 به طول انجامید  در 28 نوامبر، مغول‌ها منجنیق‌هایی را در نزدیکی یکی از سه دروازه کیف قدیمی نصب کردند، جایی که پوشش درخت تقریباً تا دیوارهای شهر امتداد داشت.  سپس مغولان بمباران هایی را آغاز کردند که چند روز به طول انجامید. در 6 دسامبر، دیوارهای کیف شکسته شد و نبرد تن به تن در خیابان ها دنبال شد . کی یفی ها متحمل خسارات سنگینی شدند و دیمیترو با یک تیر مجروح شد.
وقتی شب فرا رسید، مغول ها مواضع خود را حفظ کردند در حالی که کی یفی ها به سمت بخش های مرکزی شهر عقب نشینی کردند. بسیاری از مردم در کلیسای دهک جمع شدند. روز بعد، هنگامی که مغول ها حمله نهایی را آغاز کردند، بالکن کلیسا زیر بار افرادی که روی آن ایستاده بودند فرو ریخت و بسیاری را در هم کوبید. پس از پیروزی مغول ها در نبرد، آنها کیف را غارت کردند. بیشتر مردم قتل عام شدند. از 50000 نفر سکنه قبل از حمله، حدود 2000 نفر زنده ماندند. بیشتر شهر در آتش سوخت و از چهل ساختمان اصلی فقط شش ساختمان پابرجا ماندند. با این حال، دیمیترو به خاطر شجاعتش مورد رحمت قرار گرفت.

## عواقب
پس از پیروزی در کی یف، مغول ها گالیسیا و ولهینیا را مجبور به تسلیم در برابر فرمانروایی باتوخان کردند و آنها آزاد بودند تا به سمت غرب به سمت مجارستان و لهستان پیشروی کنند.  پیشروی مغول به سمت غرب تنها در سپتامبر 1242 متوقف شد، زمانی که باتو خان خبر درگذشت اوگدی خان را شنید و باتو نیاز به حضور در کوریلتای داشت که در آن جانشین انتخاب می‌شد.  اندکی پس از آن، رژیم جدید مغول شروع به جمع آوری خراج از طریق باسقاق در کیف و جاهای دیگر کرد، همانطور که کارپین قبلاً در دهه 1240 مشاهده کرده بود. 
شاهزاده اعظم سابق کیوایی، میشائیل چرنیگوف، از سال 1239 یا 1240 در دوران تبعید خود در مجارستان، لهستان و گالیسیا به دنبال کمک ناموفق بود  اما در سال 1243 او این واقعیت را پذیرفت که مغول ها یاروسلاو دوم ولادیمیر را به عنوان شاهزاده بزرگ جدید به رسمیت شناختند و میکائیل به چرنیگوف بازگشت.  همه شاهزادگان اصلی حاکم روسیه در نهایت به سرای ، پایتخت ایالت تازه تأسیس اردوی زرین باتو خان سفر کردند.  دانیال گالیسیا و مایکل چرنیگوف دو نفر آخر بودند که سفر خود را انجام دادند و رسماً به عنوان ارباب خود به خان تسلیم شدند و در سلطنت خود تأیید شدند.  با این حال، مایکل حاضر نشد «خود را با راه رفتن بین دو آتش پاک کند و در برابر بت چنگیز خان خم شود». گزارش شده است که این جرم چنان خشم باتو را برانگیخت که او را در سپتامبر 1246 اعدام کردند. 

## اسناد باقی مانده از رویدادهای محاصره

### تاریخ نگاری بومی
اگرچه محاصره کی یف در سال 1240 تقریباً در تمام وقایع نگاری روسیه که پس از این وقایع نوشته شده است، توصیف شده است، اما آنها در جزئیات بسیار متفاوت هستند، با یکدیگر تناقض دارند و تاریخ های متناقضی در مورد اینکه دقیقا چه زمانی اتفاق افتاده است.  مهمترین این وقایع نگاریها عبارتند از:
- وقایع نگاری گالیسی-ولهینی (GVC، همانطور که در کدکس هیپاتیان ، کدکس خلبنیکوف و سایر نسخه‌های خطی نقل شده است). [۱۸] این گزارش «کامل ترین و مفصل ترین شرح محاصره و تصرف کیف را ارائه می دهد». [۱۹] طبق GVC (نوشته شده به زبان روتنی قدیم ، تکمیل شده در دهه 1290)، مدافعان کی یف موفق شدند یک سرباز مغول به نام طغرل را دستگیر کنند، که اسامی تمام افسران دشمن را در اختیار آنها قرار داد و نشان می داد که آنها از ارتشی که با آن روبرو بودند اطلاع زیادی کسب کرده بودند. [۱۸]
- اولین کرونیکل نووگورود (NPL، همانطور که در هر دو نسخه قدیمی و جوان منتقل شده است). [۱۷]
- ادامه روستوف لورنسی تواریخ سوزدالیان (همانطور که در کدکس لورنسی نقل شده است). [۱۷]
- ادامه روستوف آکادمیک مسکو کرونیکل سوزدالیان (همانطور که در کرونیکل آکادمیک نقل شده است). [۲۰]
- وقایع نگار از ولادیمیر ( Vladimirskii letopisets ' ). [۲۱]
- تواریخ پسکوف ، کرونیکل آورامکا (از روسیه غربی)، و کرونیکل بولشاکوف (از نوگورود). [۲۱] بر اساس گزارشی که در تواریخ Pskov نوشته شده است، دو قرن پس از این واقعیت، موتورهای محاصره مغول ده هفته طول کشید تا دو مجموعه از استحکامات کیف را بشکنند. [۱] [۱۲] مایوروف (2016) به این نتیجه رسید که این نسخه از وقایع "کاملا ساختگی" است و به منظور "بازسازی تاریخ مبارزه علیه تاتارها در زمانی که اردوی زرین اهمیت سیاسی خود را از دست داده بود" ساخته شده است. '

### تاریخ نگاری خارجی
- جامع التواریخ که توسط رشید الدین همدانی درست پس از سال 1300 به عربی و فارسی نوشته شده است، حاوی متن کوتاهی در مورد تصرف مانکر کان توسط "شاهزاده باتو" است که نام ترکی قدیمی کی یف است. [۱۹]
- نامه‌ای از اسقف مجارستانی که بین سال‌های 1239 و 1242 نوشته شده است، شواهد غیرمستقیم و غیرمستقیم از زمان حمله مغول‌ها به دست می‌دهد، و اینکه آنها احتمالاً تا اواسط نوامبر 1240 منتظر بودند تا رودخانه دنیپر یخ بزند تا با گاری‌های بارهای سنگین خود از آن عبور کنند. یورت های متحرک و سلاح های محاصره ای. [۲۲]
- Ystoria Mongalorum نوشته دیپلمات ایتالیایی جووانی دا پیان دل کارپین  به زبان لاتین درست پس از بازدید او از کیف در سال 1246، حاوی یک متن کوتاه است که به محاصره کی یف که چندین سال قبل اتفاق افتاده است اشاره می کند. [۲۳] اگر چه توسط مورخان پیشین مکرر استناد شده است، اما صحت این روایت مورد تردید قرار گرفته است، به ویژه به این دلیل که قسمتی از ویرایش اول نسخه های خطی کارپینی به طور قابل توجهی در ویرایش دوم گسترش یافته است، که روایت اول را می شکند، و تا حدی با آن در تضاد است.

## مراجع
1. 1 2 3 4 5 6  Martin 2007, p. 155.
2. ↑  Dowling, Timothy (2015). Russia at War: from the Mongol Conquest to Afghanistan, Chechnya, and Beyond. ABC-CLIO. p. 537.
3. 1 2  Turnbull, Stephen (2003). Genghis Khan and the Mongol Conquests 1190–1400. Oxford, Great Britain: Osprey Publishing. pp. 45–49.
4. 1 2 3 4  Perfecky, George (1973). The Hypatian Codex. Munich, Germany: Wilhelm Fink Publishing House. pp. 43–49.
5. ↑  Martin 2007, p. xvii.
6. ↑  The Mongols by Stephen Turnbull, p. 81
7. ↑  Roux, Jean-Paul (2003). Genghis Khan and the Mongol Empire. "Abrams Discoveries" series. New York: Harry N. Abrams. p. 131.
8. ↑  Martin 2007, pp. 154–155, 164.
9. ↑  Magocsi 2010, p. 125.
10. ↑  Charles Halperin – The Tatar Yoke, p. 43
11. ↑  V. Minorksy – "The Alān Capital Magas and the Mongol Campaigns", Bulletin of the School of Oriental and African Studies, University of London, Vol. 14, No. 2 (1952), pp. 221–238
12. 1 2 3  Maiorov 2016, p. 714.
13. ↑  Davison, Derek (6 December 2019). "Today in European history: the Mongols sack Kiev (1240)". fx.substack.com. Retrieved 2020-07-30.
14. ↑  Martin 2007, p. 165.
15. 1 2 3 4  Martin 2007, p. 164.
16. ↑  Martin 2007, pp. 164–165.
17. 1 2 3  Maiorov 2016, p. 702.
18. 1 2  Halperin 1987, p. 124.
19. 1 2  Maiorov 2016, p. 706.
20. ↑  Maiorov 2016, pp. 702–703.
21. 1 2  Maiorov 2016, p. 703.
22. ↑  Maiorov 2016, pp. 707–714.
23. ↑  Ostrowski 1993, p. 89.